# Voordeelregel loonheffing
De voordeelregel loonheffing was een regeling binnen de Nederlandse Wet op de loonbelasting die per 1 januari 2016 is komen te vervallen.
In de Wet op de loonbelasting was er loonheffing tegen tijdvaktabel en loonheffing tegen bijzonder tarief. Brutobeloningen (kolom 6 van de fiscale loonstaat) die in de regel slechts eenmaal of eenmaal per jaar worden toegekend worden belast volgens de loonheffingstabel voor bijzondere beloningen. Voorbeelden hiervan zijn: vakantietoeslag, eindejaarsuitkering, 13e maand, bonussen en dergelijke. Ook overwerk is in de regel tegen bijzonder tarief.

## Wat deed de voordeelregel?
De bijzondere beloning werd opgeteld bij het normale loon (salaris e.d.). Hierdoor ontstond een totaal 'loon voor loonheffing', waarna hierop de tijdvaktabel werd toegepast. De inhouding van loonheffing kan dan een lager bedrag zijn dan wanneer de loonheffing over het normale tijdvakloon en de loonheffing over de bijzondere beloning apart wordt berekend. De voordeelregel mocht (niet moet) door de werkgever worden toegepast. Deze regel stamde nog uit de tijd dat salarisberekeningen met de hand gedaan werden. Het is dus geen recht van de werknemer.